# Lacapelle-Ségalar
Lacapelle-Ségalar település Franciaországban, Tarn megyében. Lakosainak száma 90 fő (2022. január 1.). Lacapelle-Ségalar Bournazel, Laparrouquial, Saint-Marcel-Campes és Saint-Martin-Laguépie községekkel határos.

## Népesség
A település népességének változása:
| Lakosok száma | 96   | 99   | 101  | 99   | 97   | 95   | 93   | 89   | 90   |
|               | 2013 | 2015 | 2016 | 2017 | 2018 | 2019 | 2020 | 2021 | 2022 |